# 2011年12月朝鲜劳动党中央政治局会议
朝鲜最高领导人金正日去世后，2011年12月30日，朝鲜劳动党于平壤召开政治局会议。朝鲜劳动党中央政治局常务委员、委员和候补委员出席会议。

## 议程
会议议程有三项：
- 任命朝鲜人民军最高司令官的继任者
- 关于继续推进“强盛国家”建设
- 审议朝鲜劳动党中央委员会和朝鲜劳动党中央军事委员会为迎接金日成诞辰１００周年发表的联合口号。

## 决定
- 会议决定，根据金正日2010年10月8日的遗训，推举朝鲜劳动党中央军事委员会副委员长金正恩为朝鲜人民军最高司令官[1]，从而使金正恩获得了军队统帅权。此前的12月25日，朝鲜官方媒体已经称呼金正恩为“朝鲜革命武装力量最高领导者”，此次政治局会议从组织程序上对此予以确认[2]。
- 会议通过了朝鲜劳动党中央政治局决议书，题为“关于遵循伟大领导者金正日同志的遗训，在强盛国家建设中掀起大高潮”。决议书赞扬了金正日为朝鲜劳动党和朝鲜人民做出的贡献，呼吁朝鲜劳动党党员、人民军和朝鲜人民拥护金正恩的领导,从而确认金正恩时代朝鲜仍将坚持金正日路线。
- 会议审议批准了朝鲜劳动党中央委员会和朝鲜劳动党中央军事委员会为迎接金日成诞辰100周年发表的联合口号。

## 影响
朝鲜人民军最高司令官并非朝鲜宪法规定的职位，朝鲜人民军是朝鲜劳动党领导的军队。朝鲜劳动党章程（2010年9月修订）第25条规定：“党中央委员会政治局和政治局常务委员会在全体会议与下次全体会议之间以党中央委员会的名义组织领导党的一切工作”。由于自2010年9月28日朝鲜劳动党召开党中央委员会全体会议后，中央全会并未召开，中央政治局实际是党最高决策机关。因此从组织程序上来说，党中央政治局推举朝鲜人民军最高司令官是合适的。朝鲜是军队实力强大的先军政治国家，掌握军权对权力继承至关重要，此次会议实际上为金正恩顺利接班奠定了基础。